# 伊藤伸孝
伊藤 伸孝（いとう のぶたか、1980年 - ）とは、あおい高等学院の代表者であり教育者である。

## 来歴
ECC学園高等学校の教職員を経験した後、ECC学園高等学校の教員・元生徒らとサポート校あおい高等学院を設立。
発達障害を抱える子供の教育に携わっている。

## 著書
- 不登校から笑顔になる日 子どもが輝くちいさな学校（文芸社、ISBN 978-4286134628）